# 蒙古鎮 (安大略省)
蒙古是一個位於安大略省萬錦市的社區，以 10th Line（Reesor Road）和 Elgin Mills Rd. East 为中心，緊鄰斯圖夫維爾镇南面。該社區完全位于被徵用的联邦皮克靈机场土地内，也位于紅河国家城市公园的边界内。

## 历史
蒙古鎮的第一位定居者是彼得·德·盖尔 (Peter de Guerre) (1772-1827 年)。他是一位法国胡格诺派教徒，於1801年获得第9交割地的第26號地地皮，其後更獲得相同交割地的第25號地皮。
由1820年代開始，德裔賓夕法尼亞人（门诺派）家庭開始在該區域定居。
1824 年，該區的一家酒馆获得了經營牌照，名為California Corners。
在上加拿大叛亂期间，威廉·莱昂·麦肯齐 (William Lyon Mackenzie)的部队將Elgin Mills路與18街的交界，也就是位於蒙古鎮的一棵大榆树（位于第 9 和第 10 号交割地之间）指定为集结点。麦肯齐的支持者在树上插上一面旗帜，并将一桶钉子钉进树里，以防止反对派砍倒它；这棵榆树一直矗立到 1973 年。 
1865 年，大卫·奈斯旺德 (David Nighswander，10號交割地25號地皮的地主) 申请為該社區设立一个邮局，在得知「加利福尼亚」这个名字在加拿大已被使用后，他从可能的名字列表中选择了「蒙古」。社区内有一家士多、一家旅馆（于 1870 年被烧毁）、一家铁匠铺、一家马车制造店、一家鞋匠店和一座禁酒会堂。早年，学校都在街角的杂货店里上课。 1855 年，一所木製校舍在十號線路以東的26號地皮上被建成。 1882 年，另一所校舍在十號線路以西被建成，並被使用至1964年。原校舍旁边有一座衛理會教堂，但只存在了很短的一段时间；它于 1877 年被拆除，並被搬迁至9號交割地的範圍裡，即现在的Bushwood高尔夫球场。 
当通往斯圖夫維爾和克莱蒙特的铁路线绕过蒙古时，该地区又变成了农田。 
1972 年 3 月，联邦政府宣布在约克 - 达勒姆线的皮克灵一侧建造一座国际机场的計劃。蒙古周围的土地被征用来修建皮克林机场。 1974年12月31日，蒙古最后一位商人结束生意。因此，该地区居住的家庭大致上已非當初遷入的家庭；大多数房屋亦已被木板封住或拆除。自該次徵收以来，联邦政府一直将土地出租给當地农民，直至今日。